# Улица Веявас (Рига)
Улица Ве́явас (латыш. Vējavas iela) — улица в Видземском предместье города Риги, в Пурвциемсе. Начинается от перекрёстка с улицами Браслас и Калснавас; заканчивается перекрёстком с улицей Дзелзавас.
Впервые упоминается в адресной книге за 1935 год под своим нынешним названием, которое никогда не изменялось.
Общая длина улицы составляет 760 метров. На всём протяжении имеет асфальтовое покрытие. Движение двустороннее, по одной полосе в каждом направлении. Общественный транспорт по улице не курсирует.
Застройка преимущественно частная малоэтажная; есть также несколько многоквартирных домов.
С 2022 года ведётся реконструкция перекрёстка с улицей Браслас, здесь будет сооружена двухуровневая развязка с пешеходным тоннелем.

## Прилегающие улицы
Улица Веявас пересекается со следующими улицами:
- Улица Браслас
- Улица Калснавас
- Улица Стайцелес
- Улица Мадонас
- Улица Варжу
- Улица Дзелзавас